# NAFO (grupo)
La Organización de Colegas del Atlántico Norte u Organización de Panas del Atlántico Norte (NAFO, por sus siglas en inglés: North Atlantic Fella Organization; un juego de palabras con la OTAN, la Organización del Tratado del Atlántico Norte) es un meme de internet y un movimiento en medios sociales dedicado a contrarrestar la propaganda rusa y la desinformación sobre la invasión rusa de Ucrania de 2022.
Además de publicar memes a favor de Ucrania,  o que se burlan del esfuerzo y la estrategia de guerra rusos, y hacer shitposting, el grupo también recauda fondos para el ejército ucraniano y otras causas proucranianas. La representación de un colega o fella de la NAFO es un perro Shiba Inu, que a menudo se usa como avatar y a veces se describe como un «perro de dibujos animados» o un «grupo de soldados Shiba Inu». Según The Economist, «la frivolidad de la NAFO oculta su papel como una forma notablemente exitosa de guerra de información».

## Historia
El meme se creó en mayo de 2022, cuando el artista de Twitter @Kama_Kamilia comenzó a agregar imágenes modificadas de un perro Shiba Inu (el fella) a fotografías de Ucrania. NAFO, tal como es, se fundó el 24 de mayo de 2022 con un tuit. Según Jamie Cohen, profesor asistente de estudios de medios en el Queens College de la Universidad de la Ciudad de Nueva York, la raza Shiba Inu ha tenido una presencia significativa en la cultura en línea desde al menos 2010 bajo el meme 'doge'.
Después de un tiempo, Kama comenzó a crear fellas personalizados para otros que donaron a la Legión de Georgia. «Fellas» es un término neutro en cuanto al género. Miembros actuales y retirados de los ejércitos de Ucrania y de la OTAN, así como europeos del Este y de la diáspora de Europa del Este están fuertemente representados entre sus legiones. Los fellas aparecen en varias imágenes fijas editadas y «videos estilo TikTok de tropas ucranianas ambientados con bandas sonoras de música de baile» y son «empalmados en imágenes de guerra para burlarse de los militares rusos y alabar a los soldados ucranianos».
Los fellas personalizados se crean a cambio de una donación a causas proucranianas; una red distribuida de 34 personass hace la obra de arte. El grupo informa haber recaudado más de 400 000 dólares para la Legión de Georgia a 31 de agosto de 2022.
En agosto de 2022, NAFO recaudó dinero para Signmyrocket.com, un sitio web donde las personas pagan para que se escriban mensajes personalizados en proyectiles y equipos de artillería ucranianos. El resultado fue un cañón de artillería 2S7 Pion cubierto de memes NAFO, como la inscripción «Super Bonker 9000» y una pegatina de un bate de béisbol en el cañón con la inscripción «NAFO-Article 69». El periódico militar estadounidense Task & Purpose lo describió como la «artillería autopropulsada que está trayendo memes de internet a una forma terrestre».
En junio, el grupo saltó a la fama tras una interacción en Twitter entre el diplomático ruso Mikhail Ivanovich Ulyanov y varias cuentas de la NAFO con perros de dibujos animados como avatares. Después de que Ulyanov, conocido por sus publicaciones antiucranianas en Twitter, afirmara que la invasión rusa de 2022 estaba justificada porque Ucrania, supuestamente, bombardeaba a los civiles en el Donbas desde 2014, un miembro de la NAFO señaló que desde 2014 Ucrania se ha estado defendiendo contra la agresión rusa en el Donbas y que no había justificación para los constantes ataques de Rusia contra civiles ucranianos. Ulyanov respondió escribiendo: «Usted afirmó esta tontería. Yo no.» A continuación, se recurrió a la primera parte de la respuesta. Otras cuentas de la NAFO comenzaron a responder a los tuits de Ulyanov con variaciones de la frase, lo que llevó a Ulyanov a publicar una declaración en Twitter expresando su disgusto por las respuestas satíricas. Esto solo condujo a más respuestas de la NAFO. Después de que se le señalara al embajador ruso que estaba discutiendo con perros de dibujos animados en línea, dejó de publicar en Twitter durante dos semanas, lo que generó especulaciones de que los servicios de inteligencia rusos lo habían amonestado o reprendido. La frase «usted afirmó esta tontería», o simplemente «afirmando tonterías», llegó a ser utilizada por NAFO como una forma rápida y desdeñosa de burlarse de las cuentas prorrusas.
Según The Economist, «Otro eslogan popular —'¿Qué hace la defensa aérea?'— se burla del fracaso de las defensas aéreas rusas para impedir un ataque a la base aérea de Saky en Crimea el 9 de agosto».

## Impacto
El profesor de estudios de medios estadounidenses Jaime Cohen argumenta que el movimiento NAFO es un «evento táctico real contra un estado nación». El periodista británico-libanés Oz Katerji afirma que la NAFO «ha obstaculizado a los propagandistas de Rusia y los ha hecho parecer absurdos y ridículos en el proceso». El embajador de Ucrania en Australia y Nueva Zelanda, Vasyl Myroshnychenko, señaló que la naturaleza descentralizada y de base de la NAFO es una parte importante de su fortaleza. Un semanario japonés explicó el fenómeno NAFO como una especie de contradesinformación única: «La falta de valor tiene un significado. Por ejemplo, digamos que una cuenta operativa respaldada por Rusia está difundiendo información en internet, como "Ucrania es un régimen neonazi" y "el gobierno ucraniano está cometiendo un genocidio", con el propósito de confundir y enfurecer. NAFO publica un estúpido Shiba Inu allí y lo arruina. Entonces todo irá bien. Es un chabudai-gaeshi [voltear la mesa], por así decirlo, que corta el flujo hasta ese punto. No hay necesidad de tomar en serio la información que pretende confundir».
Según Politico, «profundizar en la NAFO es obtener un curso intensivo sobre cómo las comunidades en línea, desde el Estado Islámico hasta el movimiento boogaloo de extrema derecha y esta banda heterogénea de guerreros en línea, han armado la cultura de internet».
El 28 de agosto de 2022, la cuenta oficial de Twitter del Ministerio de Defensa de Ucrania tuiteó su agradecimiento a la NAFO, con una imagen de misiles disparados y un fella vestido con uniforme de combate, con las manos en la cara, en una postura de agradecimiento.
El 30 de agosto de 2022, el ministro de Defensa de Ucrania, Oleksii Reznikov, cambió temporalmente su avatar de Twitter a un fella encargado en su honor, llamado Oleksii Fellaznikov.
Otras personas notables con avatares de Colegas han sido:
- El expresidente de Estonia Toomas Hendrik Ilves[15][7]
- El representante de los Estados Unidos Adam Kinzinger[1][16]
- El mayor general del Ejército de los Estados Unidos Patrick J. Donahoe[3][17]